# Sven Rinman

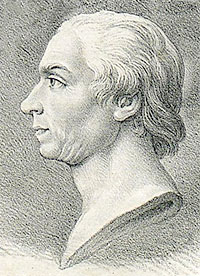
Sven Rinman

Sven Rinman (* 12. Juni 1720 in Uppsala; † 20. Dezember 1792 in Eskilstuna) war ein schwedischer Bergbauexperte, Mineraloge und Chemiker, der großen Einfluss auf die Entwicklung des Bergbaus und der Stahlproduktion in Schweden hatte. Er ist auch durch das nach ihm benannten Rinmans Grün bekannt, dessen Entstehung auch als Nachweisreaktion dienen kann.

## Leben
Rinman trat um 1740 dem Bergskollegium bei (als Auskultant, das heißt sowohl Studierender als auch Lehrender) und unternahm 1746/47 Studienreisen nach Deutschland, Frankreich und den Niederlanden, wo er Bergwerke, Labore und Fabriken besuchte. 1749 wurde er Aufseher in Bergwerken in Roslagen, 1750 Direktor des Silberbergwerks Hällefors, 1751 Aufseher der Hochöfen in Väserbergslagen, 1782 wurde er Bergrat (Bergsråd) und 1784 Direktor der neu gegründeten Hütte Eskilstuna.
Bekannt wurde er durch Beiträge zur Lötrohr-Analyse von Mineralien (ab 1746). Von ihm stammen Erfindungen zur Alaun-Herstellung aus Schiefer, Vergoldung von Stahl, Verzinnung von Eisenblech und zur Stahlherstellung, Bohrverfahren und Bohrmaschinen für Kanonen und Herstellung zum Beispiel von Fingerhüten.
Er beschrieb 1780 erstmals die Farbe, die heute als Rinmans Grün bekannt ist. Sie ist eine Mischung aus Zink- und Cobalt(II)-oxid; ihre Entstehung dient auch als Nachweis von Zink.
Mit Bengt Reinhold Geijer beschrieb er erstmals Gadolinit (benannt nach Johan Gadolin).
1753 wurde er Mitglied der Königlich Schwedischen Akademie der Wissenschaften.

## Schriften (Auswahl)
- Bergwerks Lexicon. Band 1. Stockholm 1788 (online); Band 2. Stockholm 1789 (online beim Project Runeberg).
  - deutsche Übersetzung: Swen Rinmann’s allgemeines Bergwerkslexikon. Nach dem Schwedischen Original bearbeitet und nach den neuesten Entdeckungen vermehrt von einer Gesellschaft deutscher Gelehrten und Mineralogen. 1. Band: A–Berg. Fr. Chr. W. Vogel, Leipzig 1808 (784 S.; Scan in der Google-Buchsuche).
- Anleitung zur Kentniß der gröbern Eisen und Stahlveredlung und deren Verbesserung. Aus dem Schwedischen übersetzt. Christian Friedrich Wappler, Wien 1790 (346 S.; Scan in der Google-Buchsuche).
- Geschichte des Eisens mit Anwendung für Künstler und Handwerker von Sven Rinman. Aus dem Schwedischen übersetzt und mit Anmerkungen und Zusätzen versehen von C. J. B. Karsten. Band 1. Triepel und Kuhlmey, Liegnitz 1814 (679 S.; Scan in der Google-Buchsuche); Band 2. 1815.
- Afhandling rörande mechaniquen. Stockholm 1794 (nach Sven Rinmans Tod veröffentlicht; online beim Project Runeberg).